# Galeodes bogojavlenskii
Galeodes bogojavlenskii es una especie de arácnido  del orden Solifugae de la familia Galeodidae.

## Distribución geográfica
Se encuentra en el este de Asia.